# Placidochromis johnstoni
Espèce
Statut de conservation UICN

 LC  : Préoccupation mineure
Répartition géographique
Placidochromis johnstoni est une espèce de poisson d'eau douce de la famille des cichlidae endémique du lac Malawi et de la rivière Shire en Afrique.

## Reproduction
Cette espèce est incubatrice buccale maternelle, les femelles gardent les œufs, larves et tout jeunes alevins environ 3 semaines, protégés dans leur gueule (sans manger ou en filtrant très légèrement les micro-détritus). Les mâles peuvent se montrer très insistants dès les premières maturités sexuelles des femelles, il est préférable de maintenir cette espèce en groupes de plusieurs individus (au moins en « trio » : 1 mâle pour 2 femelles), de manière à diviser l'agressivité d'un mâle dominant sur plusieurs individus. À la sortie de la bouche de la femelle tous les jeunes sont de coloration gris/brun et c'est que vers 5/6 centimètres que les premiers mâles se déclarent et commencent à changer de couleur pour devenir bleu.

## Croisement, hybridation, sélection
Il est impératif de maintenir cette espèce et le genre Placidochromis seul ou en compagnie d'autres espèces, d'autres genres, mais de provenance similaire (lac Malawi), afin d'éviter toute facilité de croisement. Le commerce aquariophile a également vu apparaître un grand nombre de spécimens provenant d'Asie et d'Europe de l'Est notamment et aux couleurs des plus farfelues ou albinos. En raison de la sélection, hybridation et autres procédés chimiques et barbares de laboratoires.

### Cartes
- Principale localité de pêche du lac Malawi: http://www.malawicichlides.fr/carte.php?mode=malawi